# Argentina en la Copa Mundial de Rugby de 2019

Alineaciones iniciales del tercer partido.

La Selección de rugby de Argentina fue una de las 20 participantes de la Copa Mundial de Rugby de 2019 que se realizó en Japón.
En su novena participación los Pumas resultaron eliminados en la fase de grupos, tras caer derrotados contra Les Bleus y la Rosa. Es el peor rendimiento del seleccionado en la era profesional.

## Plantel
Ledesma tuvo como asistentes a: Juan Fernández Lobbe, Juan Fernández Miranda, Nicolás Fernández Miranda y Martín Gaitán.
|                           | Jugador               | Edad    | Posición      | Tests | Equipo               |
| ------------------------- | --------------------- | ------- | ------------- | ----- | -------------------- |
| Hookers y Pilares         |                       |         |               |       |                      |
| 2                         | Agustín Creevy        | 39 años | Hooker        | 85    | Jaguares             |
| 3                         | Juan Figallo          | 36 años | Pilar         | 30    | Saracens             |
|                           | Santiago Medrano      | 28 años | Pilar         | 14    | Jaguares             |
|                           | Julián Montoya        | 31 años | Hooker        | 55    | Jaguares             |
|                           | Enrique Pieretto      | 30 años | Pilar         | 23    | Jaguares             |
|                           | Santiago Socino       | 32 años | Hooker        | 2     | Jaguares             |
| 1                         | Nahuel Tetaz Chaparro | 35 años | Pilar         | 54    | Jaguares             |
|                           | Mayco Vivas           | 26 años | Pilar         | 4     | Jaguares             |
| Segundas líneas           |                       |         |               |       |                      |
|                           | Matías Alemanno       | 33 años | Segunda línea | 57    | Jaguares             |
| 5                         | Tomás Lavanini        | 32 años | Segunda línea | 53    | Jaguares             |
| 4                         | Guido Petti           | 30 años | Segunda línea | 49    | Jaguares             |
| Alas y Octavos            |                       |         |               |       |                      |
|                           | Rodrigo Bruni         | 31 años | Octavo        | 3     | Jaguares XV          |
| 7                         | Marcos Kremer         | 27 años | Ala           | 24    | Jaguares             |
|                           | Juan Leguizamón       | 41 años | Ala           | 86    | Jaguares             |
|                           | Tomás Lezana          | 31 años | Ala           | 34    | Jaguares             |
| 6                         | Pablo Matera          | 31 años | Ala           | 62    | Jaguares             |
| 8                         | Javier Ortega Desio   | 34 años | Octavo        | 54    | Jaguares             |
| Medios scrums             |                       |         |               |       |                      |
| 9                         | Tomás Cubelli         | 35 años | Medio scrum   | 72    | Jaguares             |
|                           | Felipe Ezcurra        | 31 años | Medio scrum   | 5     | Jaguares             |
| Aperturas y Centros       |                       |         |               |       |                      |
| 12                        | Jerónimo de la Fuente | 34 años | Centro        | 50    | Jaguares             |
|                           | Juan Cruz Mallia      | 28 años | Centro        | 4     | Jaguares XV          |
|                           | Lucas Mensa           | 28 años | Centro        | 1     | Club Pucará          |
| 13                        | Matías Orlando        | 33 años | Centro        | 41    | Jaguares             |
| 10                        | Nicolás Sánchez       | 36 años | Apertura      | 77    | Stade Français Paris |
|                           | Benjamín Urdapilleta  | 38 años | Apertura      | 12    | Castres Olympique    |
| Fullbacks y Wings         |                       |         |               |       |                      |
| 15                        | Emiliano Boffelli     | 30 años | Fullback      | 25    | Jaguares             |
|                           | Santiago Carreras     | 26 años | Wing          | 1     | Jaguares XV          |
|                           | Bautista Delguy       | 27 años | Wing          | 11    | Jaguares XV          |
| 14                        | Matías Moroni         | 33 años | Wing          | 43    | Jaguares             |
| 11                        | Ramiro Moyano         | 34 años | Wing          | 34    | Jaguares             |
|                           | Joaquín Tuculet       | 35 años | Fullback      | 55    | Jaguares             |
| Entrenador: Mario Ledesma |                       |         |               |       |                      |

## Participación
Argentina integró el grupo C junto a las superpotencias de Francia e Inglaterra, la respetable Tonga y los Estados Unidos. Debido a la reputación inglesa, se creía en una posible victoria ante Les Bleus para clasificar segunda.
La derrota contra Francia, obligó a los Pumas a buscar la victoria contra la Rosa y en el trascendental partido; Lavanini se hizo expulsar en el minuto 17. La caída se hizo inminente y Argentina se despidió con una intrascendente victoria frente a las Águilas.

## Legado
El resultado no fue del todo una sorpresa pero sí se considera un decepcionante fracaso, ya que se creía en triunfar contra Francia; debido a los buenos resultados obtenidos en The Rugby Championship. En Argentina las reacciones fueron duras; se criticó al mánager Gonzalo Longo, se pidió la renuncia de Ledesma y no volver a convocar a Lavanini.
Fue el último mundial de los históricos: Juan Figallo y Juan Leguizamón (último puma activo de la generación de bronce).